# Cabecero

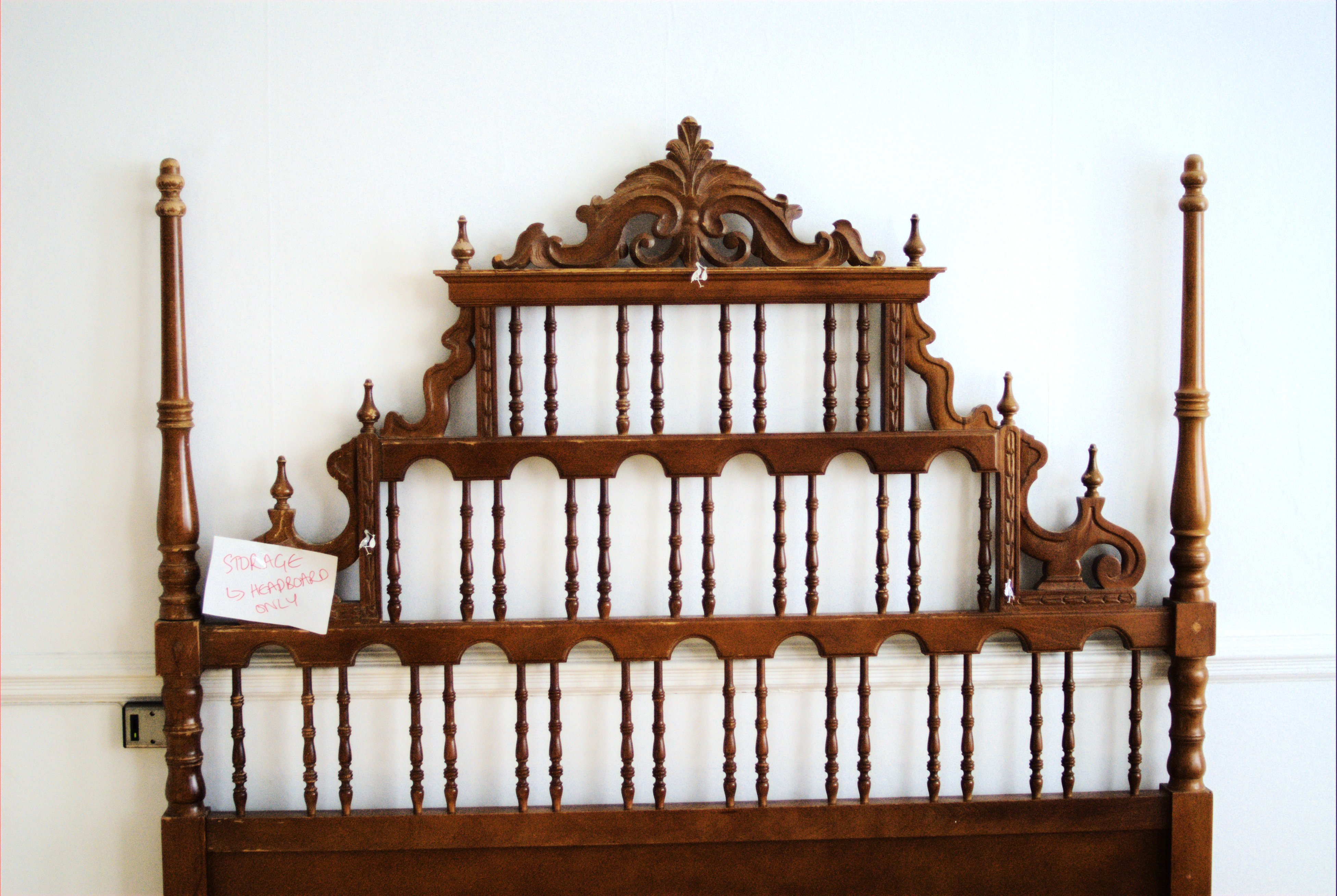
Cabecero de madera.

El cabecero o cabecera es un tablero plano que se adosa a la pared en la parte superior de la cama. Puede ser de diversos materiales, estando a menudo forrado o acolchado. Su función es evitar el roce de la cabeza con el muro y prevenir que las almohadas y cobijas se metan entre la pared y la cama. El cabecero también puede tener una función estética, al igual que servir de un lugar para guardar cosas, dependiendo del diseño del mismo.
- Wikimedia Commons alberga una categoría multimedia sobre Cabecero.